# Neto mjerenje
Neto mjerenje, Net metering (ili neto mjerenje energije, NEM) mehanizam je za naplatu električne energije koji potrošačima koji generiraju dio ili cijelu vlastitu električnu energiju omogućuje da tu električnu energiju koriste u bilo kojem trenutku, umjesto kada je proizvedena. To je osobito važno kod obnovljivih izvora energije poput vjetra i sunca koji se ne mogu otpremiti (kada nisu povezani sa skladištem). Mjesečno mjerenje neto omogućuje potrošačima da koriste sunčevu energiju koja nastaje danju tijekom noći ili vjetar iz vjetrovitog dana kasnije u mjesecu. Godišnje neto mjerenje prebacuje se na neto kilovat-sat (kWh) u narednom mjesecu, omogućavajući korištenje solarne energije generirane u srpnju u prosincu, odnosno vjetra iz ožujka u kolovozu.
Politike neto mjerenja mogu se značajno razlikovati ovisno o zemlji i državi ili pokrajini: ako je dostupno neto mjerenje, mogu li se i koliko dugo zadržati bankovni krediti i koliko vrijede krediti (maloprodaja / veleprodaja). Većina zakona o neto mjerenju uključuje mjesečno prebacivanje kredita u kWh, malu mjesečnu naknadu za priključak, zahtijeva mjesečno plaćanje deficita (tj. normalni račun za električnu energiju) i godišnje podmirivanje preostalog kredita. Mrežno mjerenje koristi jedan dvosmjerni mjerač i može izmjeriti struju koja teče u dva smjera. Neto mjerenje može se primijeniti samo kao računovodstveni postupak i ne zahtijeva posebno mjerenje, pa čak ni bilo kakav prethodni dogovor ili obavijest.
Mrežno mjerenje omogućuje politiku koja osmišljuje poticanje privatnih ulaganja u obnovljive izvore energije.

## Povijest
Mrežno mjerenje potječe iz Sjedinjenih Država, gdje su male vjetroturbine i solarni paneli bili povezani na električnu mrežu, a potrošači su željeli moći koristiti električnu energiju proizvedenu u različito vrijeme ili datum od trenutka kada je proizvedena. Prva dva projekta koja su koristila mrežno mjerenje bili su apartmansko naselje i solarna testna kuća u Massachusettsu 1979. godine. Minnesota se obično navodi da je 1983. godine donijela prvi zakon o neto mjerenju i dopuštala je bilo kome tko generira manje od 40 kWh za prebacivanje bilo kojeg kredita na sljedeći mjesec ili za plaćanje viška. To je 2000. godine izmijenjeno i dopunjeno "po prosječnoj stopi maloprodajne komunalne energije". Ovo je najjednostavnije i najopćenitije tumačenje neto mjerenja, a osim toga malim proizvođačima omogućuje prodaju električne energije po maloprodajnoj cijeni.
Komunalije u Idahu usvojile su mrežno mjerenje 1980. godine, a u Arizoni 1981. godine. Massachusetts je mrežno mjerenje usvojio 1982. godine. Do 1998. godine 22 savezne države ili komunalne službe u njima usvojile su neto mjerenje. Dvije kalifornijske komunalne službe u početku su usvojile mjesečnu naknadu za "neto mjerenje", koja je uključivala i "pripravnost", sve dok Komisija za komunalne usluge (PUC) nije zabranila takve naknade. 2005. godine sve američke komunalne tvrtke morale su nuditi neto mjerenje "na zahtjev". Problem viška generacije se ne rješava. Od 2013. godine 43 američke države usvojile su neto mjerenje, kao i komunalne usluge u 3 preostale države, a samo su 4 države ostale bez utvrđenih postupaka za provedbu neto mjerenja. Međutim, studija iz 2017. godine pokazala je da samo 3% komunalnih poduzeća u SAD-u nudi potpunu maloprodajnu naknadu za neto mjerenje, dok ostatak nudi manje od maloprodajnih stopa, kojima kredit istječe godišnje ili neki oblik neodređenog prenošenja.
Neto mjerenje sporo se usvajalo u Europi, posebno u Ujedinjenom Kraljevstvu, zbog zbrke oko načina rješavanja poreza na dodanu vrijednost (PDV). Samo jedno komunalno poduzeće u Velikoj Britaniji nudi neto mjerenje. Vlada Ujedinjenog Kraljevstva nerado uvodi princip neto mjerenja zbog komplikacija u plaćanju i povratu poreza na dodanu vrijednost koji se plaća na električnu energiju, ali u nekim su područjima u tijeku pilot projekti.
U Kanadi neke provincije imaju programe neto mjerenja.
Na Filipinima, sustav neto mjerenja reguliran je Republičkim zakonom 9513 (Zakon o obnovljivoj energiji iz 2008.) i njegovim provedbenim pravilima i propisima (IRR). Provedbeno tijelo je Regulatorna komisija za energiju (ERC) u dogovoru s Nacionalnim odborom za obnovljivu energiju (NREB). Nažalost, shema nije istinska shema neto mjerenja, već u stvarnosti shema neto naplate. Kao što kažu smjernice za mrežno mjerenje Odjela energije, „Neto mjerenje omogućuje kupcima distribucijskih komunalnih poduzeća (Distribution Utilities, DU) instaliranje postrojenja za obnovljivu energiju (Renewable Energy, RE) na licu mjesta kapaciteta do 100 kilovata (kW) kako bi mogli proizvoditi električnu energiju za vlastitu upotrebu. Sva proizvedena električna energija koju kupac ne potroši automatski se izvozi u distribucijski sustav DU-a. DU zatim daje pezo kredit za višak primljene električne energije ekvivalentan mješovitom proizvodnom trošku DU-a, isključujući ostale prilagodbe proizvodnje, i odbija zasluge na računu kupca za električnu energiju. „Mjerno mjerenje omogućuje kupcima distribucijskih komunalnih poduzeća (DU) instaliranje postrojenja za obnovljivu energiju (RE) na licu mjesta kapaciteta do 100 kilovata (kW) kako bi mogli proizvoditi električnu energiju za vlastitu upotrebu. Sva proizvedena električna energija koju kupac ne potroši automatski se izvozi u distribucijski sustav DU-a. DU zatim daje pezo kredit za višak primljene električne energije ekvivalentan mješovitom proizvodnom trošku DU-a, isključujući ostale prilagodbe proizvodnje, i odbija zasluge na računu kupca za električnu energiju."  Tako su filipinski potrošači koji sami proizvode električnu energiju i prodaju višak komunalnom poduzeću, plaćeni onim što se naziva "trošak proizvodnje", a koji je često manji od 50% maloprodajne cijene električne energije.

## Polemika
Neto mjerenje je kontroverzno jer utječe na različite interese u mreži. Izvješće koje je Peter Kind of Energy Infrastructure Advocates pripremio za trgovinsko udruženje Edison Electric Institute navodi da distribuirani proizvodni sustavi, poput krovnih solarnih, predstavljaju jedinstvene izazove za budućnost elektroenergetskih usluga. Komunalije u Sjedinjenim Državama vodile su uglavnom neuspješnu kampanju za uklanjanje mrežnog mjerenja.

### Prednosti
Neto mjerenje je kontroverzno jer utječe na različite interese u mreži. Izvješće koje je Peter Kind of Energy Infrastructure Advocates pripremio za trgovinsko udruženje Edison Electric Institute navodi da distribuirani proizvodni sustavi, poput krovnih solarnih, predstavljaju jedinstvene izazove za budućnost elektroenergetskih usluga. Komunalije u Sjedinjenim Državama vodile su uglavnom neuspješnu kampanju za uklanjanje mrežnog mjerenja.
Zastupnici obnovljivih izvora  ističu da iako distribuirane solarne i druge mjere energetske učinkovitosti predstavljaju izazov postojećem poslovnom modelu elektroprivrednih poduzeća, koristi distribuirane proizvodnje nadilaze troškove, a te koristi dijele svi korisnici. Prednosti mreže od privatnog distribuiranog solarnog ulaganja uključuju smanjenu potrebu za centraliziranjem elektrana i smanjeno opterećenje komunalne mreže. Također ističu da, kao temelj politike koja omogućuje rast krovne solarne energije, neto mjerenje stvara mnoštvo društvenih koristi za sve korisnike koje obično nisu uzete u obzir u analizi komunalnih usluga, uključujući: koristi za javno zdravlje, zapošljavanje i povratne ekonomske učinke, utjecaji na tržišne cijene, beneficije sigurnosti mreže i ušteda vode.
Neovisno izvješće koje je provela konzultantska tvrtka Crossborder Energy pokazalo je da su blagodati kalifornijskog programa neto mjerenja veće od troškova za one koji plaćaju stope. Te neto koristi iznosit će više od 92 milijuna američkih dolara godišnje nakon završetka trenutnog programa neto mjerenja.
Izvješće iz 2012. o troškovima neto mjerenja u saveznoj državi Kaliforniji, koje je naručilo Kalifornijsko povjerenstvo za komunalne usluge (CPUC), pokazalo je da će oni kupci bez distribuiranih proizvodnih sustava platiti 287 američkih dolara dodatnih troškova za korištenje i održavanje mreže svake godine do 2020. Izvješće je također pokazalo da će neto troškovi do 2020. iznositi 1,1 milijardu američkih dolara. Istaknuto je da je isto izvješće pokazalo da kupci solarne energije plaćaju više na račune za struju od onoga što košta komunalno služenje (Tablica 5, stranica 10: u prosjeku 103% njihovih troškova usluge u tri glavne komunalne službe u 2011. godini).

### Nedostaci
Mnoga elektroprivredna poduzeća tvrde da vlasnici proizvodnih sustava ne plaćaju pune troškove usluge da bi koristili mrežu, prebacujući tako svoj dio troškova na kupce bez distribuiranih proizvodnih sustava. Većina vlasnika krovnih solarnih ili drugih vrsta distribuiranih proizvodnih sustava i dalje se oslanjaju na mrežu da bi električnu energiju od komunalnih usluga dobivali noću ili kad njihovi sustavi ne mogu generirati dovoljno energije.
Izvještaj iz 2014. koji je financirao Institut za električne inovacije tvrdi da neto mjerenje u Kaliforniji proizvodi pretjerano velike subvencije za tipična stambena krovna solarna fotonaponska postrojenja (PV). Te subvencije tada moraju platiti drugi rezidencijalni kupci, od kojih je većina manje bogata od kupaca solarnih fotonaponskih uređaja na krovu. Uz to, izvješće ističe da većina tih velikih subvencija ide solarnim leasing tvrtkama, koje su činile oko 75 posto solarnih PV objekata instaliranih u 2013. godini. Izvještaj zaključuje da su u Kaliforniji potrebne promjene, počevši od usvajanja maloprodajnih tarifa koje više odražavaju troškove do zamjene mrežnog mjerenja odvojenim aranžmanom "Kupi sve - prodaj sve" koji zahtijeva da svi korisnici solarnih PV-a na krovu kupe svu potrošenu energiju prema postojećim maloprodajnim tarifama i odvojeno prodaju svu proizvodenu energiju na licu mjesta svojim distribucijskim poduzećima po izbjegnutim troškovima komunalnih usluga.

### Tarife sljednice mjerenja nakon umrežavanja
Na nacionalnoj osnovi, energetski dužnosnici u SAD-u raspravljali su o programima zamjene neto mjerenja već nekoliko godina. Od 2018. godine pojavilo se nekoliko "replikativnih modela". Komunalne tvrtke uvijek su tvrdile da se kupcima sa solarnom energijom računi smanjuju previše kod neto mjerenja, što kao rezultat toga preusmjerava troškove održavanja mrežne infrastrukture na ostale ne-solarne kupce. "Politika je od 2013. dovela do žestokih rasprava na državnoj razini o tome treba li - i kako - izgraditi nasljednika te politike", navodi Utility Dive. Ključni izazov za izgradnju shema određivanja cijena i popusta u mjernom okruženju post-neto meteringa je kako pošteno nadoknaditi kupce krovnih solarnih uređaja, a pritom ne nametati troškove ne-solarnim kupcima. Stručnjaci su rekli da je dobra "tarifa nasljednika", kako su nazvane politike mjerenja nakon umrežavanja, ona koja podržava rast raspodijeljenih energetskih izvora na način na koji kupci i mreža imaju koristi od toga.
Trinaest saveznih država SAD-a zamijenilo je tarife nasljednice za programe neto mjerenja maloprodajnim cijenama u 2017. godini. U 2018. su još tri države napravile slične promjene. Primjerice, kompenzacija u Nevadi s vremenom će se smanjiti, ali danas je kompenzacija na maloprodajnoj stopi (što znači da solarni kupci koji energiju šalju u mrežu dobivaju naknadu po istoj stopi koju plaćaju za električnu energiju). U Arizoni je nova solarna stopa deset posto niža od maloprodajne.
Dvije najčešće tarife nasljednice nazivaju se neto naplata i  "Kupi sve - prodaj sve" (engl. buy-all-sell-all - BASA). "Neto obračun plaća maloprodajnu stopu za proizvodnju PV-a koju potroše kupci i nižu stopu maloprodajne cijene za izvezenu proizvodnju. S BASA-om komunalna usluga naplaćuje i nadoknađuje niže stope maloprodaje. "

## Usporedba
Postoji znatna zabuna  između izraza "neto mjerenje" i "feed-in tarifa" (FIT). Općenito postoje tri vrste naknada za lokalnu, distribuiranu proizvodnju:
1. Neto mjerenje: uvijek na malo i što tehnički nije naknada, iako može postati naknada ako postoji višak proizvodnje i ako komunalne usluge dopuštaju plaćanja.
2. Feed-in tarifa: općenito iznad maloprodaje i smanjuje se na malo kako se povećava postotak usvojitelja.
3. Ugovor o kupnji električne energije : Naknada općenito ispod maloprodajne cijene, poznata i kao "Standardni program ponude", može biti i iznad maloprodajne, posebno u slučaju solarne energije koja se uglavnom stvara blizu vršne potražnje.

Neto mjerenje zahtijeva samo jedan metar. Feed-in tarifa zahtijeva dva.

## Vrijeme upotrebe mjerenja
Neto mjerenje vremena upotrebe (Time of Use, TOU) koristi pametno (električno) brojilo koje je programirano za određivanje potrošnje električne energije u bilo koje doba dana. Vrijeme upotrebe omogućuje procjenu komunalnih naknada i naknada na temelju vremena kada je korištena električna energija (tj. Dnevne / noćne i sezonske cijene). Uobičajeno su troškovi proizvodnje električne energije najveći tijekom dana, a najniži noću. Mjerenje vremena upotrebe značajno je pitanje za obnovljive izvore energije, jer, na primjer, solarni elektroenergetski sustavi obično proizvode energiju tijekom dnevnog razdoblja najviših cijena, a tijekom noći, kada je cijena niska, proizvode malo ili nimalo energije. Italija je instalirala toliko fotonaponskih ćelija da najviše cijene više nisu tijekom dana, već navečer. Neto mjerenje TOU utječe na prividne troškove neto mjerenja za komunalno poduzeće.

## Neto mjerenje tržišne stope
U sustavima neto mjerenja s tržišnom stopom potrošnja energije korisnika dinamički se određuje prema nekoj funkciji veleprodajnih cijena električne energije. Korisnička brojila programiraju se na daljinu za izračunavanje vrijednosti i očitavaju se na daljinu. Neto mjerenje primjenjuje takve varijabilne cijene na višak energije proizvedene kvalificiranim sustavom.
Sustavi za mjerenje tržišne stope uvedeni su u Kaliforniji počevši od 2006. godine, a prema uvjetima kalifornijskih neto mjernih pravila primjenjivat će se na kvalificirane fotonaponske sustave i sustave vjetra. Prema kalifornijskom zakonu, povrat viška električne energije koji se šalje u mrežu mora biti jednak (promjenljivi, u ovom slučaju) cijene koja se tada naplaćivala.
Neto mjerenje omogućuje malim sustavima da rezultiraju nultim godišnjim neto troškovima za potrošača, pod uvjetom da potrošač može prebaciti opterećenja potražnje na niže cijene, npr. Hlađenjem vode po niskom trošku za kasniju upotrebu u klimatizaciji ili punjenjem baterije električnog vozila za vrijeme nižih cijena naplate električne energije (npr. u Hrvatskoj je to tijekom noći), dok se električna energija proizvedena u vršnom vremenu potražnje može poslati u mrežu umjesto da se koristi lokalno. Ne daje se kredit za godišnji višak proizvodnje električne energije.

## Višak generacije
Prekomjerno generiranje je odvojeni problem od neto mjerenja, ali se obično njime postupa s istim pravilima, jer se lako može pojaviti. Ako lokalna generacija nadoknadi dio potražnje, neto mjerenje se neće koristiti. Ako lokalna proizvodnja premaši potražnju neko vrijeme, na primjer tijekom dana, koristi se neto mjerenje. Ako lokalna proizvodnja premaši potražnju za ciklusom naplate, najbolje prakse zahtijevaju trajno prebacivanje kredita u kilovat-satu, iako su neke regije (u SAD-u) smatrale da bilo najbolje da bilo koji iznos kWh istječe nakon 36 mjeseci. Uobičajena je definicija viška proizvodnje godišnje, iako je taj izraz jednako primjenjiv i mjesečno. Tretman godišnjeg prekomjernog stvaranja (i mjesečnog) kreće se od izgubljenog, do naknade po izbjegnutim troškovima, do naknade po maloprodajnoj stopi. Preostali iznos od kWh po prestanku usluge idealno bi se platio po maloprodajnoj stopi sa stajališta potrošača, a izgubio bi se sa stajališta komunalnih usluga, uz izbjegnute troškove s minimalnim kompromisom. Neke regije u SAD-u dopuštaju neobavezno plaćanje viška godišnje proizvodnje, što omogućuje trajno prevrtanje ili plaćanje, po izboru kupaca. I vjetar i solar su u osnovi sezonski i velika je vjerojatnost da će se višak potrošiti kasnije, osim ako nije instalirano više solarnih panela ili veća vjetroturbina nego što je potrebno.

## Pohrana energije
Sustavi za neto mjerenje mogu imati integrirano skladište energije za lokalno skladištenje energije (tj. iz obnovljivog izvora energije povezanog na sustav), umjesto da sve prodaju natrag u glavnu električnu mrežu. Često se koriste industrijske baterije dubokog ciklusa, koje traju 10 do 20 godina. Olovne baterije često se također i dalje koriste, ali traju mnogo manje (oko 5 godina). Litij-ionske baterije se ponekad također koriste, ali i one imaju relativno kratak životni vijek. Napokon, nikal-željezne baterije traju najduže s vijekom trajanja do 40 godina. Studija iz 2017. godine na solarnim pločama s baterijama pokazala je 8 do 14 posto dodatne potrošnje električne energije zbog punjenja i pražnjenja baterija.